# Argirosaure
L'argirosaure (Argyrosaurus, "llangardaix de plata") és un gènere de dinosaure titanosàurid que va viure fa uns 90 milions d'anys, durant el Cretaci superior en el que actualment és Amèrica del Sud (Argentina i Uruguai). Va ser un dels dinosaures més grans, arribant a assolir una longitud d'entre 20 i 30 metres i un pes d'unes vuit tones. Era herbívor.
L'espècie tipus, Argyrosaurus superbus, va ser descrita per Richard Lydekker l'any 1893.
El gènere originalment estava basat principalment en una enorme extremitat anterior esquerra, holotip MLP 77-V-29-1. Des d'aleshores s'ha atribuït altre material a l'espècie.